# Посольство Греции в США
Посо́льство Гре́ческой Респу́блики в Соединённых Шта́тах Аме́рики — дипломатическая миссия Греческой Республики в Соединённых Штатах Америки. Посольство находится в столице Соединённых Штатов Америки, городе Вашингтон (округ Колумбия).
Посольский комплекс состоит из трёх зданий.
С июня 2016 года пост посла занимает Харис Лалакос.

## История
3 февраля 1830 года, по окончании Греческой войны за независимость, «великие державы» подписали Лондонский протокол, признав независимость Греции.
7 мая 1832 года в Нафплион прибыл будущий король Греции Отто I.
В 1833 году США признали Грецию независимым государством.
В декабре 1837 года было подписано коммерческое соглашение, регулировавшее торговлю между Грецией и США.
В 1866 году в Новом Орлеане (Луизиана) было открыто первое греческое консульство. Первым консулом был Николас Бенацис.
В 1867 году Димитриос Николас Ботасис был назначен генеральным консулом Греции в городе Нью-Йорк.

### Здание
Первоначальным владельцем 35-комнатного особняка (будущего здания дипломатической миссии) являлся Хеннен Дженнингс, горный инженер, много путешествовавший по Южной Африке и Англии. Дженнингс нанял Джорджа Оукли Тоттена, международно признанного архитектора и мастера из Вашингтона, чтобы последний спроектировал дом и осуществил надзор за его строительством. Работа была начата летом 1906 года и завершена в конце октября 1907 года.
В 1908 году Тоттен отправился в Османскую империю с целью проектирования здания американского посольства в Константинополе. Впечатлённый работой Тоттена, султан Абдул-Хамид нанял его в качестве «частного архитектора султана Османской империи», должность которого он занимал до 1909 года.
В 1937 году особняк был выкуплен Уильямом Хелисом, американским бизнесменом греческого происхождения, который после Второй мировой войны пожертвовал его правительству Греции. Димитриос Сисилианос, в то время посол Греции в Вашингтоне, принял пожертвование от имени своего правительства.
Оригинальный характер особняка сохранился до настоящего времени. Он украшен произведениями греческих художников. Мебель изготовлена также греческими мастерами.
Современное здание посольства, в котором размещается политическая секция и консульство, было спроектировано греко-американским архитектором Анджелосом Димитриу, и открыто в сентябре 2006 года бывшим министром иностранных дел Греции Дорой Бакоянни.

## Список послов
- Ламброс Коромилас
- А. Вурос
- Агамемнон Шлиман
- Георгиос Россос
- Георгиос Дракопулос
- М. Цамадос
- К. Диамантопулос
- Василиос Маммонос
- Константинос Д. Ксантопулос
- Хараламбос Симопулос
- Димитриос Сисилианос
- Кимон Диамантопулос
- Павлос Иконому-Гурас
- Василиос Дендрамис
- Афанасиос Политис
- Алексис Лиатис
- Александрос Мацас
- Христос Паламас
- Василиос Вицаксис
- Иоаннис Аргириос Сорокос
- Константинос Панайотакос
- Менлаос Александракис
- Александрос А. Кундуриотис
- Джон А. Цунис
- Георгиос Сиорис
- Николаос Карандреас
- Георгиос Папульяс
- Христос Захаракис
- Лукас Цилас
- Александр Филон
- Георгиос Савваидис
- Александрос Маллиас
- Василис Каскарелис
- Христос Панагопулос
- Харис Лалакос

## Консульства
В США функционирует 6 генеральных консульств (в Бостоне, Чикаго, Лос-Анджелесе, Нью-Йорке, Сан-Франциско и Тампе) и 2 консульства (в Атланте и Хьюстоне).